# 김두영 (영화 감독)
김두영(金斗永, 1964년 8월 20일 ~ )은 대한민국의 영화 감독이자 영화 각본가이다.

## 생애
1996년 액션영화 카리스마로 영화계에 데뷔했으며, 2003년에는 액션 코미디 영화인 주글래 살래를, 2004년에는 영화배우 이동준이 제작한 태권도영화 클레멘타인 등을 연출했다. 감독 뿐만 아니라 시나리오 작가로도 활동하여 몇편의 영화의 각본/각색을 본인이 담당했으며, 소설가로도 활동했다. 참고로 이 감독에 대해서는 각종 사진, 영상자료가 거의 없다.

## 영화 작품
| 연도 | 작품명          | 분야/역할 |
| ---- | --------------- | --------- |
| 1996 | 《카리스마》    | 감독/각본 |
| 2003 | 《주글래 살래》 | 감독/각본 |
| 2004 | 《클레멘타인》  | 감독/각본 |